# Włodzimierz Michalak

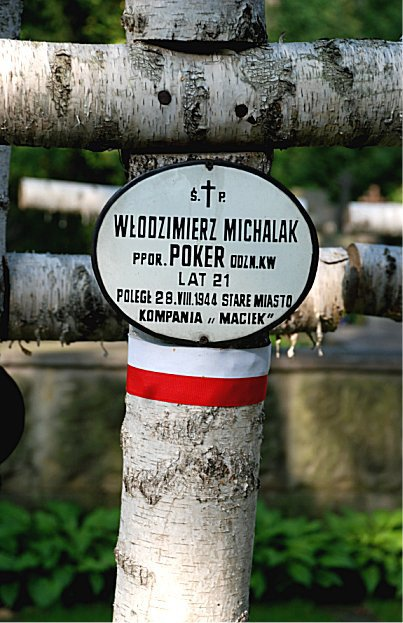
Na Powązkach Wojskowych

Włodzimierz Michalak ps. Poker (ur. 25 czerwca 1923, zm. 28 sierpnia 1944 w Warszawie) – podporucznik, uczestnik powstania warszawskiego jako zastępca Leszka Kidzińskiego (ps. „Kindżał”) – dowódcy IV plutonu w 1. kompanii „Maciek” batalionu „Zośka” Armii Krajowej.
Podczas okupacji hitlerowskiej działał w polskim podziemiu zbrojnym. W powstaniu uczestniczył w walkach na Woli i Starym Mieście. Zginął 28. dnia powstania warszawskiego w rejonie ul. Sapieżyńskiej, róg Mławskiej na Starym Mieście. Miał 21 lat. Pochowany w kwaterach żołnierzy i sanitariuszek batalionu „Zośka” na Powązkach w Warszawie (kwatera A20-4-9).
Odznaczony Krzyżem Walecznych.